# 곰돌이 푸: 피와 꿀
곰돌이 푸: 피와 꿀(영어: Winnie-the-Pooh: Blood and Honey)은 2023년 개봉한 영국의 슬래셔 영화이다. A. A. 밀른과 E. H. 셰퍼드의 동명 소설을 원작으로 하며, 곰돌이 푸가 인간을 사냥하는 내용의 작품이다. 제44회(2024년) 골든 래즈베리상 최악의 작품·감독·각본상 수상작이다.

## 출연진

### 주연
- 크레이그 데이비드 도셋 - 곰돌이 푸 역
- 크리스 코델 - 피글렛 역

### 조연
- 니콜라이 레온 - 크리스토퍼 로빈 역
- 너태샤 토시니 - 라라 역
- 앰버 도이그손 - 앨리스 역
- 마리아 테일러 - 마리아 역
- 메이 켈리 - 티나 역
- 리처드 D. 마이어스 - 로건 역
- 폴라 코이즈 - 메리 로빈 역